# 岩波訳聖書
岩波訳聖書（いわなみやくせいしょ）は、岩波書店から発行されている聖書の通称であり、
- 関根正雄および塚本虎二により翻訳され、岩波文庫に収録されている聖書（いわゆる岩波文庫版聖書）
- 旧約聖書翻訳委員会及び新約聖書翻訳委員会により翻訳され、岩波書店から刊行されている聖書（いわゆる岩波「委員会訳」聖書）

のいずれかを指す。両者は全く異なる訳文を持っており、同じ出版社から発行されているという以上の関係はない。
岩波版聖書（いわなみばんせいしょ）と呼ぶこともある。

## 岩波文庫版聖書
旧約聖書は関根正雄により、新約聖書は塚本虎二により翻訳され、岩波文庫で発売されたものである。特に下記の「旧約聖書翻訳委員会訳聖書・新約聖書翻訳員会訳聖書」と区別するときは「岩波文庫版」ないし「文庫版」と呼ぶか、翻訳者の名前をとって、旧約については「関根訳」、新約については「塚本訳」と呼ぶ。旧約聖書翻訳委員会訳聖書・新約聖書翻訳委員会訳聖書が出版されるまでは、「岩波版聖書」または「岩波訳聖書」といえばすべてこれのことであった。
旧約も新約も全巻揃っているわけではない。旧約は創世記、出エジプト記、ヨブ記、サムエル記、詩篇、イザヤ書、エレミヤ書、エゼキエル書、十二小預言書が1956年から1971年にかけて刊行された。新約は福音書（1963年1月刊行）、使徒行伝が出ている。現在では品切状態になっているものも多い。旧約と新約は同じ岩波文庫から出版されているため、ひとまとめにして岩波文庫版と呼ばれることがあるが、旧約は関根による個人訳、新約は塚本による個人訳であり、この両者の間で何らかの一貫した方針があるわけではない。
なお、関根訳については1993年以降に岩波文庫で出版されていない分も含めた旧約聖書全巻が教文館から出版された。そのため、現在個人訳として「関根正雄訳」という場合にはこの教文館版を指す場合が多い。また、塚本訳についても2011年に岩波文庫で出版されていない分も含めた新約聖書全巻が新教出版社から出版された。
- 旧約聖書
  - 『旧約聖書 創世記』 1956年初版 ISBN 4-00-338011-8
  - 『旧約聖書 出エジプト記』 1969年初版 ISBN 4-00-338012-6
  - 『旧約聖書 サムエル記』 1957年初版 ISBN 4-00-338013-4
  - 『旧約聖書 ヨブ記』 1971年初版 ISBN 4-00-338014-2
  - 『旧約聖書 イザヤ書 上』 1961年初版 ISBN 978-4-00-338015-4
  - 『旧約聖書 イザヤ書 下』 1965年初版 ISBN 978-4-00-338016-1
  - 『旧約聖書 エレミヤ書』 1959年初版 ISBN 978-4-00-338017-8
  - 『旧約聖書 エゼキエル書』 1963年初版 ISBN 4-00-338018-5
  - 『旧約聖書 十二小預言書 上』 1967年初版 ISBN 4-00-338019-3
  - 『旧約聖書 十二小預言書 下』 1967年初版 ISBN 4-00-338020-7
  - 『旧約聖書 詩篇』 1973年初版 ISBN 4-00-338021-5
- 新約聖書
  - 『新約聖書 福音書』 1963年初版 ISBN 4-00-338031-2
  - 『新約聖書 使徒のはたらき』 1977年初版 ISBN 4-00-338032-0

なお、岩波文庫では、2014年より上記とは別に日本聖書協会から出版されていた文語訳聖書を出版している。
- 文語訳新約聖書詩篇付 2014年1月  ISBN 978-4-0033-8033-8
- 文語訳旧約聖書 1 律法 2015年5月 ISBN 978-4-0033-8034-5
- 文語訳旧約聖書 2 歴史 2015年8月 ISBN 978-4-0033-8035-2
- 文語訳旧約聖書 3 諸書 2015年10月 ISBN 978-4-0033-8036-9
- 文語訳旧約聖書 4 預言 2015年12月 ISBN 978-4-0033-8037-6

## 旧約聖書翻訳委員会訳聖書・新約聖書翻訳委員会訳聖書
岩波書店からは文庫版と別に、佐藤研、荒井献らの新約聖書学者、関根清三、月本昭男らの旧約聖書学者が各文書を分担翻訳した新旧約聖書が出版されている。各文書は個人訳であり、訳者は明記されているが、全体としての名義はそれぞれ新約聖書翻訳委員会、旧約聖書翻訳委員会となっている（岩波委員会訳聖書あるいは単に岩波訳聖書と呼ばれている）。新約聖書は5分冊（1995年 - 1996年）、旧約聖書は15分冊（1997年 - 2004年）で、新約の合冊版は2004年に、旧約の合冊版（全4巻）は2004年から2005年に刊行された。岩波委員会訳が自ら標榜している特色は、歴史的・批判的観点を取り入れた原典への忠実さや、特定の教派に偏らない不偏性などにある。自らも参加した大貫隆は、岩波委員会訳を学術的に重要なものとして挙げ、聖書の自主研究をする者や初めての読者に適した翻訳として薦めている。また、外部でも学術的な註の多さなどを評価する声がある。しかし、この翻訳についても批判は見られ、例えば土岐健治は『使徒言行録』の訳を取り上げ、その誤訳箇所を指摘している。田川も、訳者による力量差が大きいことや、分冊版と合冊版で10年と経たずに訳文が違ってしまっている箇所が多いことなどを批判している。なお、川村輝典は小林稔が担当した「ヘブライ人への手紙」の訳を優れた訳と評価しつつも一点疑問を呈していたが、これについては後に小林自身が勇み足であったことを認めている。小林はまた、担当した『ヨハネによる福音書』で、従来「……あった」等と訳されることが多かった第1章第1節、第2節を「……いた」と訳した点に批判が集まったことを挙げ、自身の翻訳意図を説明している。なお、新約聖書翻訳委員会に名を連ねていた荒井や大貫は、外典に含まれる『ナグ・ハマディ文書』52文書中34文書の翻訳も岩波書店から刊行している（全4巻、1997年 - 1998年）。後に、新約聖書の合冊版については『改訂新版』が刊行された（2023年11月）。

### 翻訳の分担状況

#### 旧約聖書
- 創世記 - 月本昭男（責任編集）
- 出エジプト記 - 木幡藤子、山我哲雄
- レビ記 - 山我哲雄
- 民数記 - 山我哲雄
- 申命記 - 鈴木佳秀（責任編集）
- ヨシュア記 - 鈴木佳秀
- 士師記 - 鈴木佳秀
- サムエル記 - 池田裕（責任編集）
- 列王記 - 池田裕
- イザヤ書 - 関根清三（責任編集）
- エレミヤ書 - 関根清三
- エゼキエル書 - 月本昭男
- 十二小預言書 - 鈴木佳秀
- 詩篇 - 松田伊作（責任編集）
- ヨブ記 - 並木浩一（責任編集）
- 箴言 - 勝村弘也
- ルツ記 - 月本昭男
- 雅歌 - 勝村弘也
- コーヘレト書 - 月本昭男
- 哀歌 - 勝村弘也
- エステル記 - 勝村弘也
- ダニエル書 - 村岡崇光
- エズラ記 - 村岡崇光
- ネヘミヤ記 - 村岡崇光
- 歴代誌 - 池田裕

#### 新約聖書
- マルコによる福音書 - 佐藤研（責任編集）
- マタイによる福音書 - 佐藤研
- ルカによる福音書 - 佐藤研
- 使徒行伝 - 荒井献（責任編集）
- ヨハネによる福音書 - 小林稔
- ヨハネによる第1,2,3の手紙 - 大貫隆
- パウロ書簡 - 青野太潮
- パウロの名による書簡 - 保坂高殿
- 公同書簡 - 小林稔
- ヨハネの黙示録 - 小河陽

### 収録内容
まず、別の訳文の可能性についての言及を含む詳細な注釈、用語解説や豊富な図版を持つ分冊版が発行された。そのあと合本版が発行された。ただし分冊版では各書ごとに数ページから20ページ以上あった巻末の解説が、合本版では各書ごとにほとんどが1ページに簡約されている。田川建三は、分冊版と合冊版で10年と経たずに訳文が違ってしまっている箇所が多いことを批判している。

#### 分冊版
| 旧約聖書 | 書名 | 訳者                     | 出版日         | ISBN          |
| -------- | --- | ------------------------ | -------------- | ------------- |
| 旧約聖書 | I 創世記 | 月本昭男                 | 1997年3月5日   | 4-00-026151-7 |
| 旧約聖書 | II 出エジプト記 レビ記                                                                                        | 木幡藤子・山我哲雄       | 2000年4月17日  | 4-00-026152-5 |
| 旧約聖書 | III 民数記 申命記                                                                                             | 山我哲雄・鈴木佳秀       | 2001年10月26日 | 4-00-026153-3 |
| 旧約聖書 | IV ヨシュア記 士師記                                                                                          | 鈴木佳秀                 | 1998年3月24日  | 4-00-026154-1 |
| 旧約聖書 | V サムエル記                                                                                                  | 池田裕                   | 1998年1月29日  | 4-00-026155-X |
| 旧約聖書 | VI 列王記 | 池田裕                   | 1999年3月26日  | 4-00-026156-8 |
| 旧約聖書 | VII イザヤ書                                                                                                  | 関根清三                 | 1997年5月8日   | 4-00-026157-6 |
| 旧約聖書 | VIII エレミヤ書                                                                                               | 関根清三                 | 2002年10月29日 | 4-00-026158-4 |
| 旧約聖書 | IX エゼキエル書                                                                                               | 月本昭男                 | 1999年12月20日 | 4-00-026159-2 |
| 旧約聖書 | X 十二小預言書                                                                                                | 鈴木佳秀                 | 1999年10月15日 | 4-00-026160-6 |
| 旧約聖書 | XI 詩篇 | 松田伊作                 | 1998年6月15日  | 4-00-026161-4 |
| 旧約聖書 | XII ヨブ記 箴言                                                                                               | 並木浩一・勝村弘也       | 2004年3月26日  | 4-00-026162-2 |
| 旧約聖書 | XIII ルツ記 雅歌 コーヘレト書 哀歌 エステル記                                                                 | 月本昭男・勝村弘也       | 1998年8月27日  | 4-00-026163-0 |
| 旧約聖書 | XIV ダニエル書・エズラ記・ネヘミヤ記                                                                          | 村岡崇光                 | 1997年11月18日 | 4-00-026164-9 |
| 旧約聖書 | XV 歴代誌 | 池田裕                   | 2001年6月15日  | 4-00-026165-7 |
| 新約聖書 | 書名 | 訳者                     | 出版日         | ISBN          |
| 新約聖書 | I マルコによる福音書 マタイによる福音書                                                                       | 佐藤研                   | 1995年6月9日   | 4-00-003926-1 |
| 新約聖書 | II ルカ文書 ルカによる福音書 使徒行伝                                                                         | 佐藤研・荒井献           | 1995年10月27日 | 4-00-003927-X |
| 新約聖書 | III ヨハネ文書 ヨハネによる福音書 ヨハネによる福音書 ヨハネの第一の手紙 ヨハネの第二の手紙 ヨハネの第三の手紙 | 小林稔・大貫隆           | 1995年8月21日  | 4-00-003928-8 |
| 新約聖書 | IV パウロ書簡                                                                                                 | 青野太潮                 | 1996年8月27日  | 4-00-003929-6 |
| 新約聖書 | V パウロの名による書簡 公同書簡 ヨハネの黙示録                                                                | 保坂高殿・小林稔・小河陽 | 1996年2月20日  | 4-00-003930-X |

#### 合本版
縦19 cmの版および「机上版」と称する縦22 cmの版が刊行された。
|          | |                |               |                |
| 旧約聖書 | 書名 | 出版日         | ISBN          | 「机上版」ISBN |
| 旧約聖書 | 旧約聖書I 律法 創世記 出エジプト記 レビ記 民数記 申命記                                                         | 2004年12月10日 | 4-00-026181-9 | 4-00-026307-2  |
| 旧約聖書 | 旧約聖書II 歴史書 ヨシュア記 士師記 サムエル記 列王記                                                           | 2005年2月24日  | 4-00-026182-7 | 4-00-026308-0  |
| 旧約聖書 | 旧約聖書III 預言書 イザヤ書 エレミヤ書 エゼキエル書 十二小預言書                                                | 2005年4月26日  | 4-00-026183-5 | 4-00-026309-9  |
| 旧約聖書 | 旧約聖書IV 諸書 詩篇 ヨブ記 箴言 ルツ記 雅歌 コーヘレト書 哀歌 エステル記 ダニエル書 エズラ記 ネヘミヤ記 歴代誌 | 2005年8月30日  | 4-00-026184-3 | 4-00-026310-2  |
|          | |                |               |                |
| 新約聖書 | 書名 | 出版日         | ISBN          | 机上版ISBN     |
| 新約聖書 | 新約聖書 | 2004年1月28日  | 4-00-023384-X | 4-00-023386-6  |
|          | |                |               |                |

#### 合本版の改訂版
縦21 cmの版のみが刊行された。
| 新約聖書 | 書名              | 出版日         | ISBN          |
| -------- | ----------------- | -------------- | ------------- |
| 新約聖書 | 新約聖書 改訂新版 | 2023年11月14日 | 9784000616003 |

#### その他
新約聖書の福音書のみを1冊にまとめたものと、ヨハネの黙示録だけで1冊になったものが出版されている。
- 佐藤研、小林稔訳 『新約聖書 福音書』 岩波書店、1996年11月22日 ISBN 4-00-023310-6
- 小河陽訳 『ヨハネの黙示録』 岩波書店、1996年11月22日 ISBN 4-00-002387-X

### 関連出版物
翻訳にあたって問題となった事柄を翻訳を行った者自身が解説した本が出版されている。
- 旧約聖書翻訳委員会編 『聖書を読む 旧約篇』 岩波書店、2005年11月29日 ISBN 4-00-023658-X
- 旧約聖書翻訳委員会編 『聖書を読む 新約篇』 岩波書店、2005年12月16日 ISBN 4-00-023660-1

この翻訳を元にした福音書共観表が出版されている。
- 佐藤研編訳 『福音書共観表』 岩波書店、2005年11月29日 ISBN 4-00-024628-3